# Kaffe Fassett
Frank Havrah Fassett, detto Kaffe (San Francisco, 7 dicembre 1937), è uno stilista e artista statunitense noto per l'uso del colore nelle arti decorative tessili del ricamo, del patchwork, della maglieria, della pittura e della ceramica.

## Infanzia e formazione

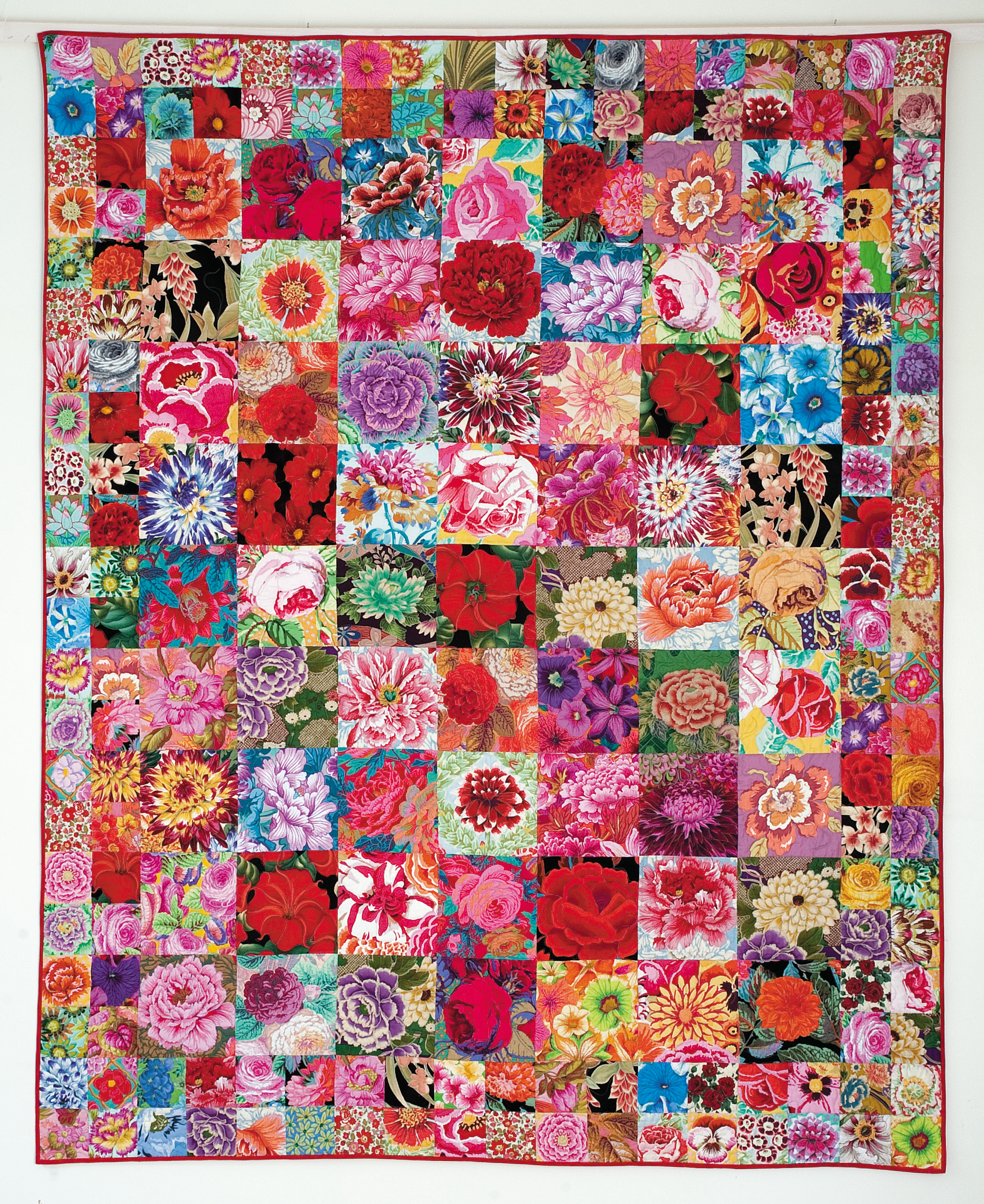
Trapunta Seed Packet

Secondo di cinque figli dei genitori William e Madeleine, ristoratori in California, ancora bambino Fassett nomina se stesso "Kaffe" dal nome di un ragazzo egiziano protagonista del libro Boy of the Pyramid, di Ruth Fosdick Jones. È pronipote di Jacob Sloat Fassett, ricco uomo d'affari, avvocato e membro del Congresso degli Stati Uniti d'America. I suoi bisnonni fondano il Crocker Art Museum a Sacramento, in California.
Vincitore di una borsa di studio per la scuola del Museo di Belle Arti di Boston all'età di diciannove anni, in breve tempo lascia la scuola per andare a dipingere a Londra, dove si trasferisce definitivamente nel 1964.

## Carriera artistica
Alla fine degli anni sessanta, Fassett incontra lo stilista scozzese Bill Gibb. Fino alla morte prematura di questo, avvenuta nel 1988, i due sono amici e collaboratori: è infatti Fassett a creare molti dei complessi e variopinti modelli a maglia che diventano uno dei marchi di fabbrica di Gibb. Il modello di Gibb selezionato da Beatrix Miller di Vogue come Dress of the Year (Abito dell'anno) nel 1970 comprende un gilet di Fassett lavorato a mano, segno dell'accettazione da parte della moda mainstream dell'artigianato tessile tradizionale. La collaborazione tra Fassett e Gibb prosegue fino all'ultima collezione di Gibb nel 1985.
Sempre negli anni settanta, Fassett collabora con lo stilista italiano Missoni.
Il lavoro di Fassett attrae un considerevole seguito in tutto il mondo, tanto che nel 1988 viene fatto oggetto di una mostra personale al Victoria & Albert Museum di Londra, prima occasione in cui un artista tessile vivente vede una propria esibizione in tal luogo.
Essendo fortemente interessato al colore e al design, Fassett ha lavorato estensivamente a varie forme di arti tessili. È stato fornitore di arazzi per le Women's Home Industries e per la sua designer, Beatrice Bellini, attirando un certo numero di commissioni private e creando kit di arazzi per l'azienda durante gli anni settanta. Il lavoro di squadra con Brandon Mably, socio e direttore del suo studio, gli ha permesso di progettare coperte trapuntate, tessuti, scenografie e costumi per la Royal Shakespeare Company, oltre alla realizzazione di tappeti in tessuto, maglieria, arazzi e mosaici.
Nei suoi numerosi libri Fassett si concentra sulla fase di progettazione del disegno e dei colori, piuttosto che sulla realizzazione pratica dell'oggetto. Oltre ai libri, ha ospitato programmi televisivi e radiofonici legati all'artigianato per la BBC e Channel 4, incluso il suo stesso spettacolo, Glorious Color.
Una mostra di sue trapunte, di lavori a maglia e a ricamo, tenutasi presso il Modemuseum Hasselt in Belgio nel 2007 ha fatto seguito a una mostra personale multimediale tenuta nel 2006 presso il museo Prins Eugens Waldemarsudde, in Svezia. Fassett ha inoltre svolto un tour laboratoriale in Australia e in Nuova Zelanda.
Nel 2013 Fassett porta la sua mostra "Kaffe Fassett - A Life in Colour" al Fashion and Textile Museum di Londra, dando seguito alla sua mostra del 1988 al Victoria & Albert Museum. La mostra presenta oltre cento opere tra cui maglieria e plaid di più di 270 centimetri di larghezza, trapunte patchwork e articoli non ancora visti dal pubblico. In questa occasione Fassett progetta anche un'installazione tattile, in modo che i visitatori ottengano una migliore comprensione della struttura del suo lavoro.
Le sue stampe su tessuto sono in gran parte commercializzate per il mercato del patchwork. È designer di stoffe per il marchio Free Spirit Fabrics e progettista di lavori a maglia per Rowan Yarns.

## Vita personale
Fassett risiede in Gran Bretagna dal 1964. Vive ed è sposato con Brandon Mably, suo partner e direttore dello studio.